# Cao Chungeng
Cao Chungeng (chinesisch 曹春耕; * November 1917 in Laiwu, Shandong; † Dezember 1978) war ein Diplomat der Volksrepublik China, der zwischen 1972 und 1976 Botschafter in Norwegen sowie 1978 Assistierender Außenminister war.

## Leben
Cao Chungeng war von Januar 1933 bis Juni 1934 zunächst Bote und danach zwischen Juni 1934 und Oktober 1935 Distriktparteisekretär und kommissarischer Leiter der Öffentlichkeitsarbeit des Komitees der Kommunistischen Partei Chinas (KPCh) in Laiwu. Im Anschluss fungierte er zwischen Oktober 1935 und November 1949 nacheinander als Politinstrukteur einer Kompanie der 4. Gruppe der Guerilla in Shandong sowie als Generalsekretär des Parteikomitees des Stadtbezirks Taishan. Später war er Sekretär des Parteikomitees von Xinfu sowie Leiter der Ausbildungsabteilung im Parteikomitee von Luzhong, ehe er Sekretär des Parteikomitees des Stadtbezirks Boshan sowie Leiter der Personalabteilung des Parteikomitees der bezirksfreien Stadt Zibo war. Im Dezember 1948 wurde er zudem Militärischer Vertreter in den Staatlichen Baumwollmühlen Nr. 6 und Nr. 8 in Qingdao und war danach bis Juni 1954 erst Direktor der Abteilung der Technologie der Texilverwaltungsbehörde von Ostchina und danach stellvertretender Generaldirektor des Aufsichtsbüros im Ministerium für Textilindustrie.
Im Anschluss fungiere Cao zwischen Juni 1954 und April 1955 als Berater der Regierung der Sozialistischen Republik Vietnam sowie nach seiner Rückkehr von April 1955 bis 1965 als stellvertretender Generaldirektor der Stadtplanungskommission von Peking, ehe er 1965 und September 1972 Generaldirektor der Allgemeinen Abteilung des Außenministeriums war. Im September 1972 löste er Hao Deqing als Botschafter in Norwegen ab und verblieb auf diesem Posten bis Dezember 1977, worauf Liu Shuqing im Mai 1977 dort seine Nachfolge antrat. Zuletzt war er von März 1978 bis zu seinem Tode im Dezember 1978 Assistierender Außenminister sowie zugleich Mitglied der Parteigruppe des Außenministeriums.

## Weblink
- Biografie auf der Homepage des Außenministeriums